# Place des femmes dans le théâtre
 (mars 2018).
- Si vous ne connaissez pas le sujet, laissez ce bandeau (vous pouvez alors contacter les auteurs).
- Si vous supprimez le contenu mis en cause (vous pouvez préalablement contacter les auteurs),

argumentez précisément cette suppression dans la page de discussion
(un manque de référence n'est pas un argument ; une recherche réelle de référence doit avoir été effectuée, être formellement documentée).

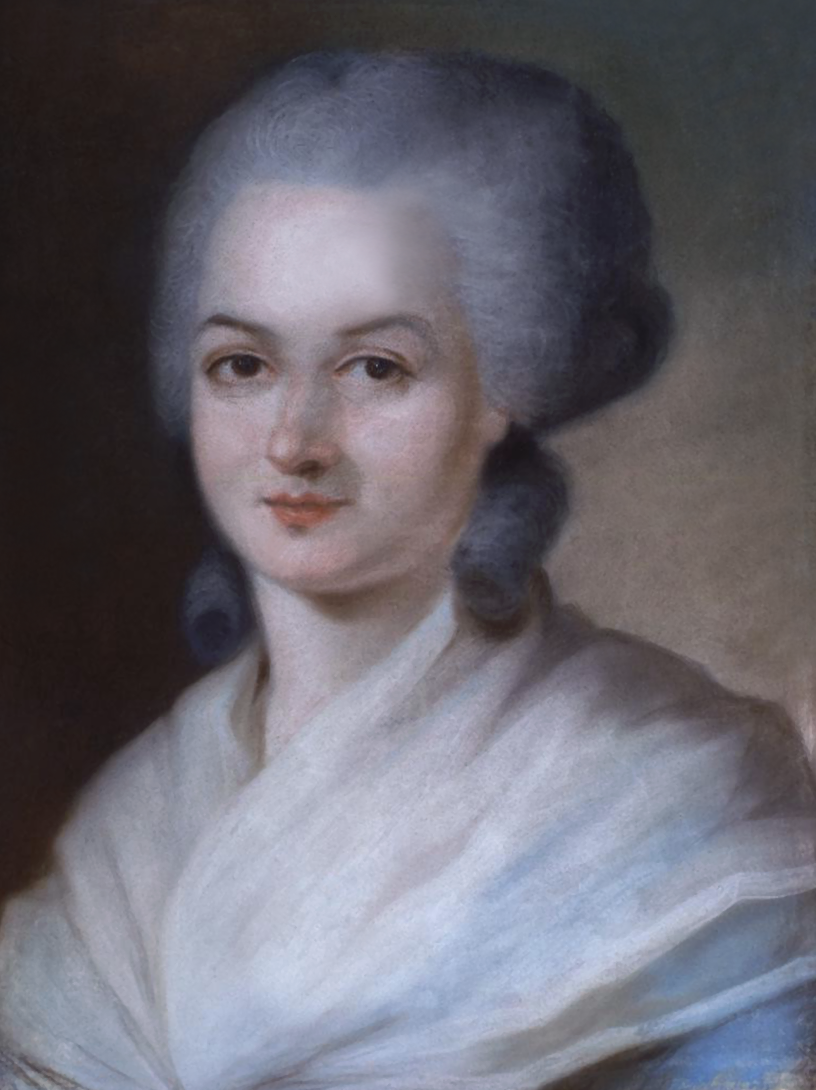
Olympe de Gouges, dramaturge de l'Ancien Régime reconnue.

La place des femmes dans le théâtre en tant que dramaturges ou metteuses en scène a évolué à travers les époques et diffère selon les pays.

## En France
Sous l'ancien régime, Olympe de Gouges écrit deux pièces de théâtre pour s'opposer à l'esclavage.
En 1897, Marya Chéliga-Loewy crée un Théâtre féministe International à Paris afin de pouvoir diffuser des pièces écrites par des femmes. Le théâtre permet de diffuser les idées nouvelles, messages révolutionnaires. Hors du mariage de Jeanne Loiseau défend l'accès à l'amour pour les femmes. Nelly Roussel écrit une pièce symbolique La Révolte jouée en 1903. Dans l'issue de 1904, Vera Starkoff s'oppose au mariage forcé. En 1920, Madeleine Pelletier écrit In animala vili et en 1923 Supérieur !.
Dans les années 1970, les féministes de la deuxième vague utilisent la pratique théâtrale afin de susciter des débats sur l’oppression des femmes. Le sketch est la forme privilégiée et l’humour est très présent. Le théâtre féministe français est à cette époque très étroitement lié au Mouvement de Libération des femmes.
À la suite de la publication de rapport Reine Prat en 2006, le théâtre féministe dénonce les inégalités et les stéréotypes de genre.

### Femmes de théâtre françaises connues

#### Dramaturges

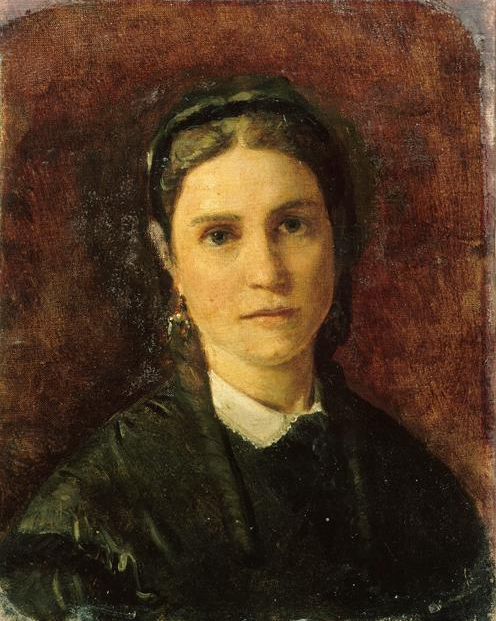
Léonie Thévenot d’Aunet, dramaturge du XIXe siècle.

| Nom                               | Période               | Travaux notables |
| --------------------------------- | --------------------- | --- |
| Christine Angot                   | 1959-                 | L'Usage de la vie, 1999 |
| Marion Aubert                     | 1977-                 | Tumultes, suivi de Débâcles, 2015 |
| Hélène Cixous                     | 1937-                 | Et soudain, des nuits d'éveil, 1997 Les Naufragés du Fol Espoir, 2010 Une chambre en Inde, 2016                                                  |
| Léonie d'Aunet                    | 1820-1879             | Voyage d’une femme au Spitzberg, 1854 |
| Marguerite de Launay              | 1693-1750             | La Comédie, Le Jeu, L'Engouement, 1715 |
| Marie-Catherine de Villedieu      | 1640-1683             | Manlius Torquatus, 1662 Nitétis, 1664 Le Favory, tragi-comédie, 1666                                                                             |
| Anne-Marie du Boccage             | 1710-1802             | Les Amazones, 1748 |
| Catherine Durand, épouse Bédacier | 1670-1736             | Comédies en proverbes, 1699 |
| Gerty Dambury                     | 1957-                 | Enfouissements, 2010 Trames, 2012 |
| Olympe de Gouges                  | 1748-1793             | Zamore et Mirza, ou l'Heureux Naufrage, 1788 |
| Marguerite de Navarre             | 1492-1549             | |
| Marie NDiaye                      | 1967-                 | Papa doit manger, 2003 Honneur à notre élue, 2017                                                                                                |
| Françoise Pascal                  | 1632-1698             | Agathonphile Martyr, 1655 L’Amoureux extravagant, L’Amoureuse vaine et ridicule, 1657 Endymion, 1657 Sésostris, 1661 Le Vieillard amoureux, 1664 |
| Yasmina Reza                      | 1959-                 | Le Dieu du carnage, 2006 |
| Madame Ulrich                     | vers 1665-après 1707) | La Folle Enchère, 1690 |

- Nathalie Sarraute  (1900-1999)

#### Metteuses en scène
- Catherine Anne
- Anne Bourgeois
- Irina Brook
- Saskia Cohen-Tanugi
- Catherine Dasté
- Brigitte Haentjens
- Mireille Larroche
- Ariane Mnouchkine
- Silvia Monfort
- Isabelle Pousseur
- Gisèle Sallin
- Julie Taymor

## En Afrique

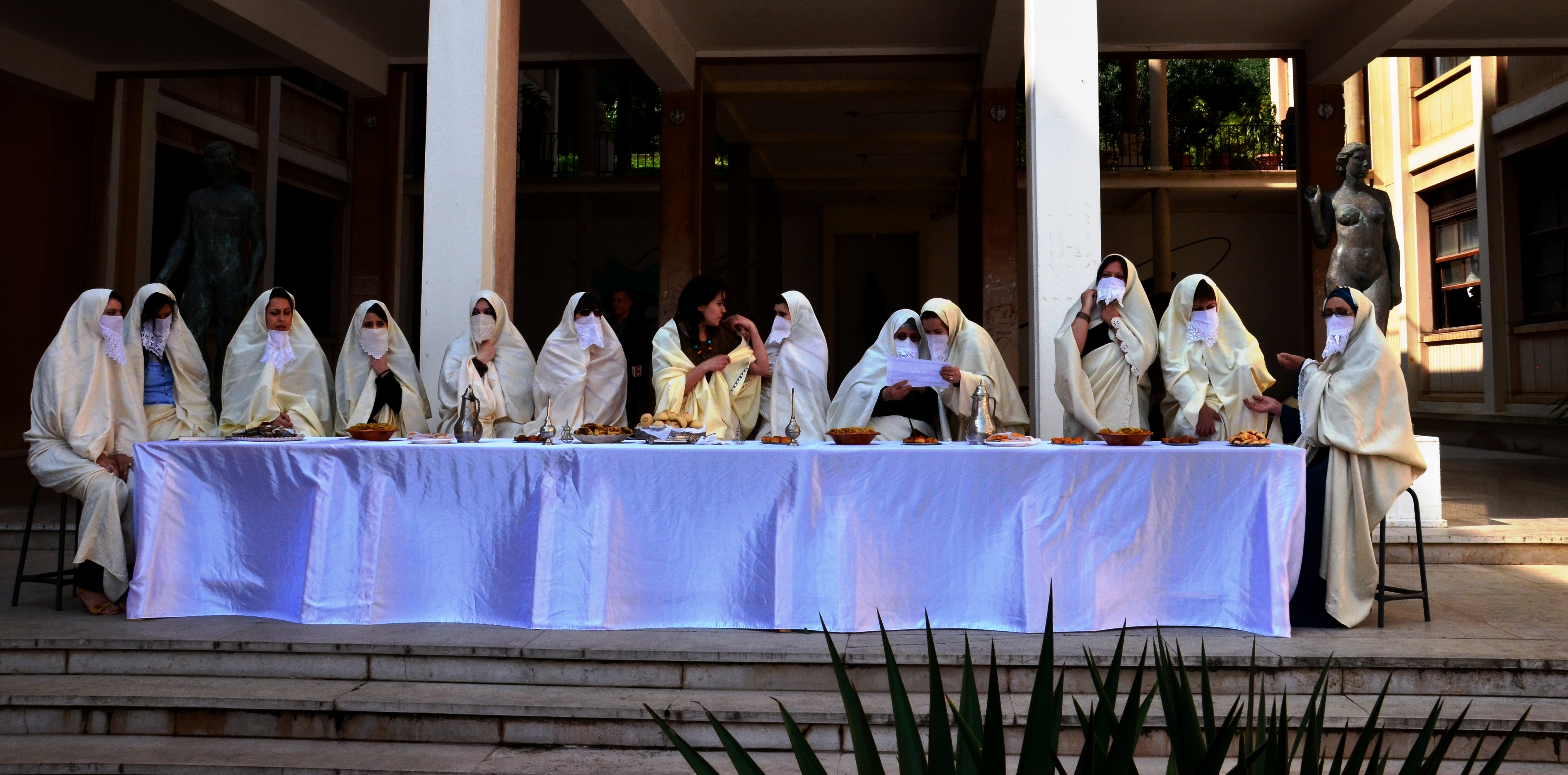
La Cène interprétée par des femmes algériennes en haïk (2014).

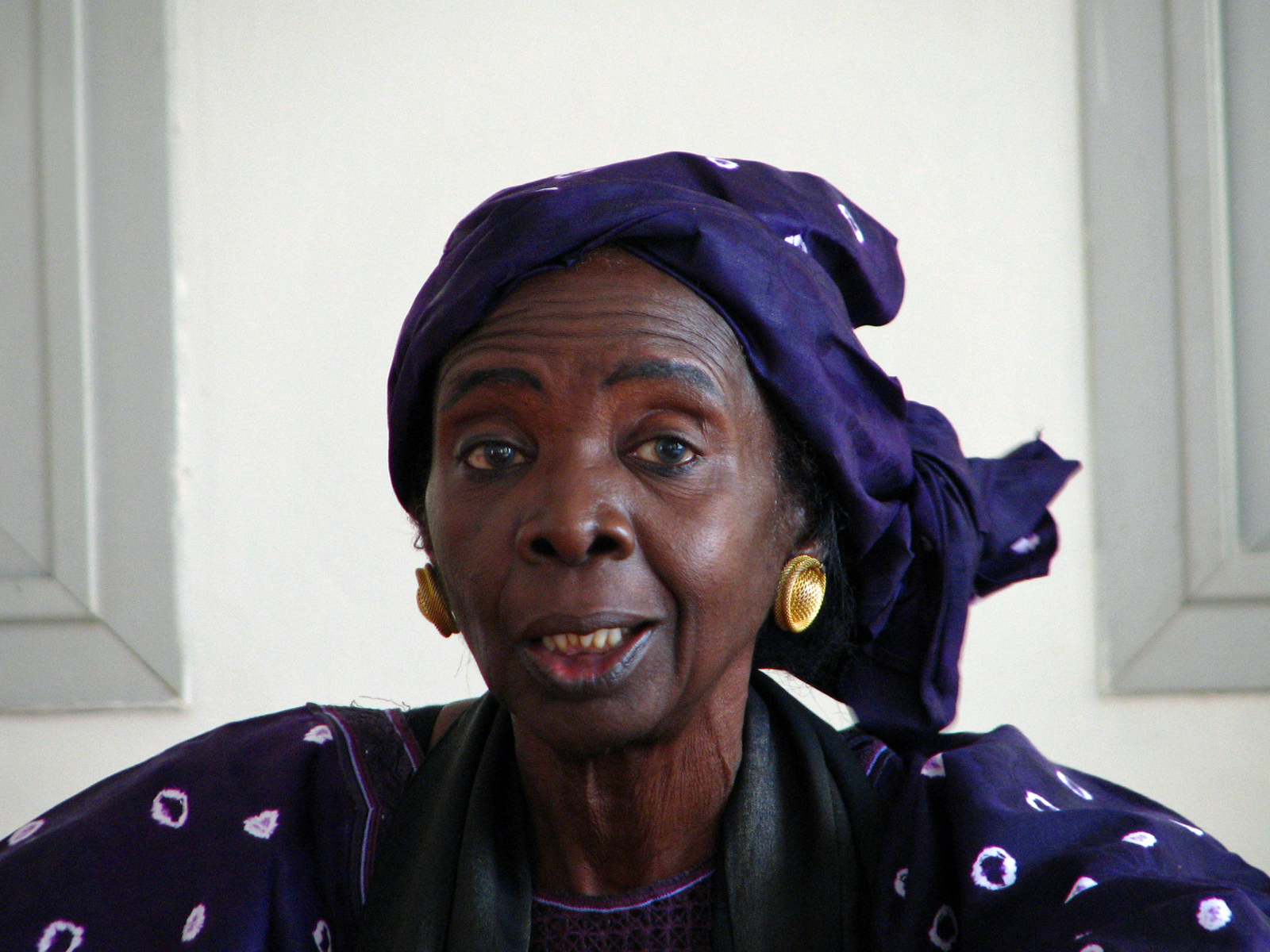
Aminata Sow Fall, femme de lettres sénégalaise.

Dans le théâtre africain, les femmes sont minoritaires et ne sont pas mises en avant. Elles occupent des postes secondaires et sont au service d’un acteur principal. Ces dernières accèdent rarement à des postes de hautes responsabilités. Au sein de la société africaine, les femmes sont vues comme faibles et immatures, elles ne sont vues que comme des objets sexuels. Par conséquent, il a fallu rétablir l’image de “la femme nègre” afin qu’elle trouve sa place dans le théâtre. Donc, le théâtre historique négro-africain s’est donné pour mission de redonner aux femmes la place qu’elles méritent. L’objectif est de valoriser leur place au sein de la société afin qu’elles deviennent “légitimes” dans le théâtre et par conséquent, que les hommes ne se sentent pas supérieurs aux femmes. Selon Ibrahima Bâ, grâce au théâtre historique de réhabilitation, les femmes ont peu à peu trouvé leur place dans le théâtre africain et elles deviennent “des créatures fortes et très vivantes”.

## Au Canada
Tout d'abord, les femmes sont largement minoritaires au sein du théâtre canadien. En effet, les hommes sont beaucoup plus nombreux et occupent des postes plus importants que ceux des femmes. Entre 1978 et 1981 sur les 1 156 pièces montées dans tout le Canada, 10 % ont été écrites par une femme et 13 % ont été mises en scène par une femme. Sur la même période, 104 théâtres étudiés avaient un directeur artistique féminin. Par ailleurs, dans le théâtre pour l'enfance et la jeunesse, 34 % des compagnies étaient dirigées par une femme. D'autre part, le théâtre représente des coûts élevés de production. Cela résume en grande partie le conservatisme notable de l'industrie théâtrale. Le théâtre est une entreprise risquée qui exige donc une main d’œuvre élevée. Par conséquent, l’État aide les théâtres à se développer en leur offrant des subventions. Par exemple, d'après Rina Fraticelli à propos de la condition des femmes dans le théâtre canadien, « dans le groupe de compagnies qui reçoivent annuellement du Conseil des arts 150 000 $ et plus, les chances d'emploi des femmes dramaturges, des metteuses en scène et des directrices artistiques sont encore plus minces qu'ailleurs. Dans ces théâtres privilégiés qui font partie du «groupe des 18», le public canadien peut s'attendre à ne voir que 7 % de pièces dont l'auteur soit une femme, et à peine 9 % de pièces mises en scène par une femme. Durant les trois années couvertes par ces statistiques de 1978 à 1981, deux théâtres seulement avaient des directrices artistiques ». Enfin, en ce qui concerne la prise de décisions importantes, comme au sein de toutes industries culturelles, les décisions administratives et artistiques sont principalement entre les mains des hommes. En effet, on peut constater une certaine idéologie qui repose sur le fait que les différences biologiques visibles entre les femmes et les hommes, impacterait le champ d'action des femmes et également le plan social.